# 伯矩鬲
伯矩鬲，或称牛头纹带盖伯矩鬲、牛头鬲，西周早期青铜器，国家一级文物，1974年出土于中国北京市房山区琉璃河镇黄土坡村的一座西周燕国贵族墓葬。该器虽属炊煮器鬲，但根据铭文，它是一件祭器，是伯矩铸造来祭祀自己的父亲戊的。该鬲被中国国家文物局收录到了2013年8月19日发布《第三批禁止出境展览文物目录》中，属于禁止出境展览文物。该鬲现藏于北京首都博物馆，房山琉璃河西周燕都遗址博物馆展有复制品。

## 外形纹饰
伯矩鬲通高30.4厘米，口径22.8厘米，重7.53千克。该器三足两耳，有盖，鬲口略向外撇，束颈，两耳立于折沿之上，鼓腹，足部呈袋装，足跟为柱状。
伯矩鬲具有西周早期青铜鬲的典型特点，形体较大，纹饰繁复而精制。比较罕见的是，它还带有青铜的器盖，不同于一般青铜鬲因为原来用木盖所以出土时都已无盖。该器的装饰以平雕、高浮雕和圆雕相结合，颈部有一圈平雕的夔纹，而从盖钮到足部，装饰有七个风格各异的牛首兽面纹。盖钮是由两个完全凸出于器表的圆雕式小牛头相背而立组成，这两个牛头的牛角上翘，牛耳直立，眼部微隆，非常写实；盖面上铸有两个高浮雕式牛头，牛眼圆睁，牛口大张，口中有獠牙，牛耳和牛角均凸出于器表，牛角上装饰有鳞纹；三个浑圆的袋状足上各装饰有一个浮雕牛头，具有强烈的立体感，外形与器盖上的相似，长角上翘、巨眼圆睁、大鼻突起，但牛角更加粗大、高挑。
在商周时期，牛是祭祀中最高规制的祭品，此外主要用作拉车和食用，是当时主要的肉食，牛的肩胛骨还常用来占卜。作为力量的象征，牛首是商周青铜器兽面纹中比较常见的一种题材。但像伯矩鬲这样铸有多达七个牛首的造型还是极为罕见的，它高浮雕的立体风格也比较少见，四羊方尊是另一个较为知名的高浮雕青铜器，不同于四羊方尊是用分铸法制作的，伯矩鬲是用一次浇铸注成形的浑铸法制作的，这体现了燕国当时高超的冶铸水平。

## 铭文与相关背景
伯矩鬲的盖内和颈内壁铸有相同的铭文，盖内为四行十五字，颈内壁为五行十五字，内容为“在戊辰，燕侯赐伯矩贝，用作父戊尊彝”。铭文的大意为在某个戊辰日，燕侯赏赐伯矩海贝，伯矩为纪念这件事铸造了伯矩鬲用来祭祀父亲戊。海贝在商周时被用作货币，常见于当时的赏赐，西周时期铭文中常有“赐贝”的记载。虽然没有还不清楚作器者伯矩的具体身份，但是出土的带有伯矩铭文的礼器已达二十余件，在加上当时是西周早期，能够拥有如此多的青铜器的伯矩应当是仅次于燕侯的卿大夫一级的高级贵族。伯矩名字中的“伯”表示他是兄弟排行中的老大，他的名字是一个典型的周人名字，但他父亲的名字“戊”，则符合商人以天干命名的习俗，反映了当时燕国商周文化相融合的局面。

## 出土
1964年，琉璃河的一名村民在挖菜窖时，发现了一件青铜鼎和一件青铜爵。此后经过对琉璃河一带考古发掘，发现西周初期的燕国都城遗址，而村民发现那两件青铜器的地方是城址外的一处大型贵族墓葬区，该墓区出土了一大批青铜器，伯矩鬲就出土自该墓地的第251号墓。由于商周时期，贵族中流行赗礼，也就是当某人去世时，亲友会赠送青铜器随葬，所有在这一时期的墓葬中常常会发掘出作器人不同的随葬青铜器，在251号墓中发掘的二十多件青铜器在铭文上看至少就属于四个人，带有“伯矩”的仅有两件，所以不足以说明墓主人就是伯矩，但至少应该是伯矩的亲友。